# Aguçadoura
Aguçadoura – sołectwo w Portugalii, w dystrykcie Porto, w regionie Północ, w gminie Póvoa de Varzim. W 2011 miejscowość była zamieszkiwana przez 4257 mieszkańców.